# Nils Hasselskog
Nils Adolf Elias Hasselskog, född 10 april 1892 i Broddetorps församling i Skaraborgs län, död 20 juni 1936 i Mölndal, var en svensk författare och folkskollärare.

## Biografi
Hasselskog växte upp i Alingsås, där hans far var kyrkoherde och kontraktsprost. Efter resultatlösa akademiska studier i Uppsala, Stockholm och Göteborg 1912–1921 erhöll Hasselskog folkskollärarexamen 1922 och blev samma år folkskollärare i Göteborg. 
Hasselskog medverkade i Grönköpings Veckoblad 1925–1936 under pseudonymen A:lfr-d V:stl-nd, välkänd poet i Grönköping. Han skapade också det grönköpingska världsspråket transpiranto genom sina "transpirationer" av sångerna Vårt land (Va paj, 1929) och Studentsången (Kanta studjosi, 1930) vilka faktiskt var de enda översättningar till transpiranto han kom att göra. I tidningen skrev han cirka hundra dikter och trehundra artiklar.

### Urval och samlingar
- Nils Hasselskogs Grönköping i helg och söcken: ett urval. Stockholm: Wahlström & Widstrand. 1946. Libris 2691861
- Idyll och panik i Nils Hasselskogs Grönköping. Stockholm: Wahlström & Widstrand. 1960. Libris 1837474
- Helg och söcken i Nils Hasselskogs Grönköping. W & W-serien ; 79. Stockholm: Wahlström & Widstrand. 1964. Libris 865839
- Vad rätt du tänkt fast det var fel: med Nils Hasselskog i Grönköping. Göteborg: Wezäta. 1969. Libris 865835
- Grönköpingsdikter. Stockholm: Prisma. 1987. Libris 7407441. ISBN 91-518-2058-7
- Det klassiska Grönköping: idyller och paniker. Stockholm: Fischer. 1997. Libris 7596561. ISBN 91-7054-835-8